# TV-DOS
『TV-DOS』（テレビドス）は、関西テレビで1991年4月1日から1993年3月25日まで設けられ、月曜から木曜深夜に放送された深夜番組のレーベルである。

## 概要
1991年4月の改編で、平日の深夜番組（バラエティ、テレビドラマ、ドキュメンタリーなど）枠として開設された。枠開設前から継続される番組のうち、『DRAMADAS』を『DRAMADOS』としてタイトルを変更。
自社製作番組のほか、フジテレビの番組も放送していた。

## 歴代番組

### 前半枠
| 番組開始   | 月曜日                          | 火曜日                    | 水曜日            | 木曜日               |
| ---------- | ------------------------------- | ------------------------- | ----------------- | -------------------- |
| 1991年04月 | 錯乱坊                          | 恐怖の百物語              | DRAMADOS          | フーコと裕司は恋上手 |
| 1991年07月 | 爆笑GONGSHOW                    | 恐怖の百物語              | DRAMADOS          | フーコと裕司は恋上手 |
| 1991年10月 | SING SING SING                  | 百綺夜想                  | カナリアホテル508 | 日本英雄列伝         |
| 1992年01月 | SING SING SING                  | ジミーちゃんの気持ちE〜夜 | 男と女の別れ方    | 日本英雄列伝         |
| 1992年04月 | 天才ドリル                      | 100戦!!クイズチャンプ     | DRAMADOS-É        | （番組不明）         |
| 1992年07月 | 天才ドリル                      | 100戦!!クイズチャンプ     | DRAMADOS-É        | がまんくらぶ         |
| 1992年10月 | ギャンブルアニメ スーパーヅガン | モーレツ!科学教室         | DRAMADOS-É        | 関西の雪辱           |
| 1993年01月 | ギャンブルアニメ スーパーヅガン | モーレツ!科学教室         | DRAMADOS-É        | 関西の雪辱           |

### 後半枠
| 番組開始   | 月曜日       | 火曜日               | 水曜日                 | 木曜日             |
| ---------- | ------------ | -------------------- | ---------------------- | ------------------ |
| 1991年04月 | （番組不明） | パチパチソウル!      | Pure Love              | （番組不明）       |
| 1991年07月 | 爆笑GONGSHOW | 保健体育             | Pure Love              | （番組不明）       |
| 1991年10月 | （番組不明） | 顔窟王               | DRAMADOS               | CHEW CHEW          |
| 1992年01月 | （番組不明） | やんや               | DRAMADOS               | もも日記           |
| 1992年04月 | （番組不明） | 名馬物語             | 薔薇DOS おとこの子図鑑 | もも日記           |
| 1992年07月 | （番組不明） | 名馬物語             | 薔薇DOS おとこの子図鑑 | （番組不明）       |
| 1992年10月 | （番組不明） | 名馬物語             | TV-DOS-T               | 彼女の一所懸命     |
| 1993年01月 | （番組不明） | アイ・ガット・リズム | TV-DOS-T               | ペーパームーン劇場 |

### 特別番組
- はじまりはじまり（1991年4月1日放送） - 出演：円広志、遙洋子、島木譲二
- 裏口入門（1992年3月30日放送）
- 恐怖の百物語（1992年3月31日、9月30日放送）